# Hagi-Keramik
Die Hagi-Keramik (japanisch 萩焼, Hagi-yaki) stammt aus der japanischen Präfektur Yamaguchi. Das Steinzeug zeichnet sich durch eine helle Glasur mit Craquelée-Muster (嵌入, kannyū) aus. Bei der Hagi-Keramik handelt es sich zumeist um kunsthandwerkliches Teegeschirr für den Alltagsgebrauch (茶道具, chadōgu), Blumenvasen sowie Sake-Gefäße. In kleinerer Anzahl finden sich auch Figuren sowie Wasserbehälter (水指, mizusashi). 

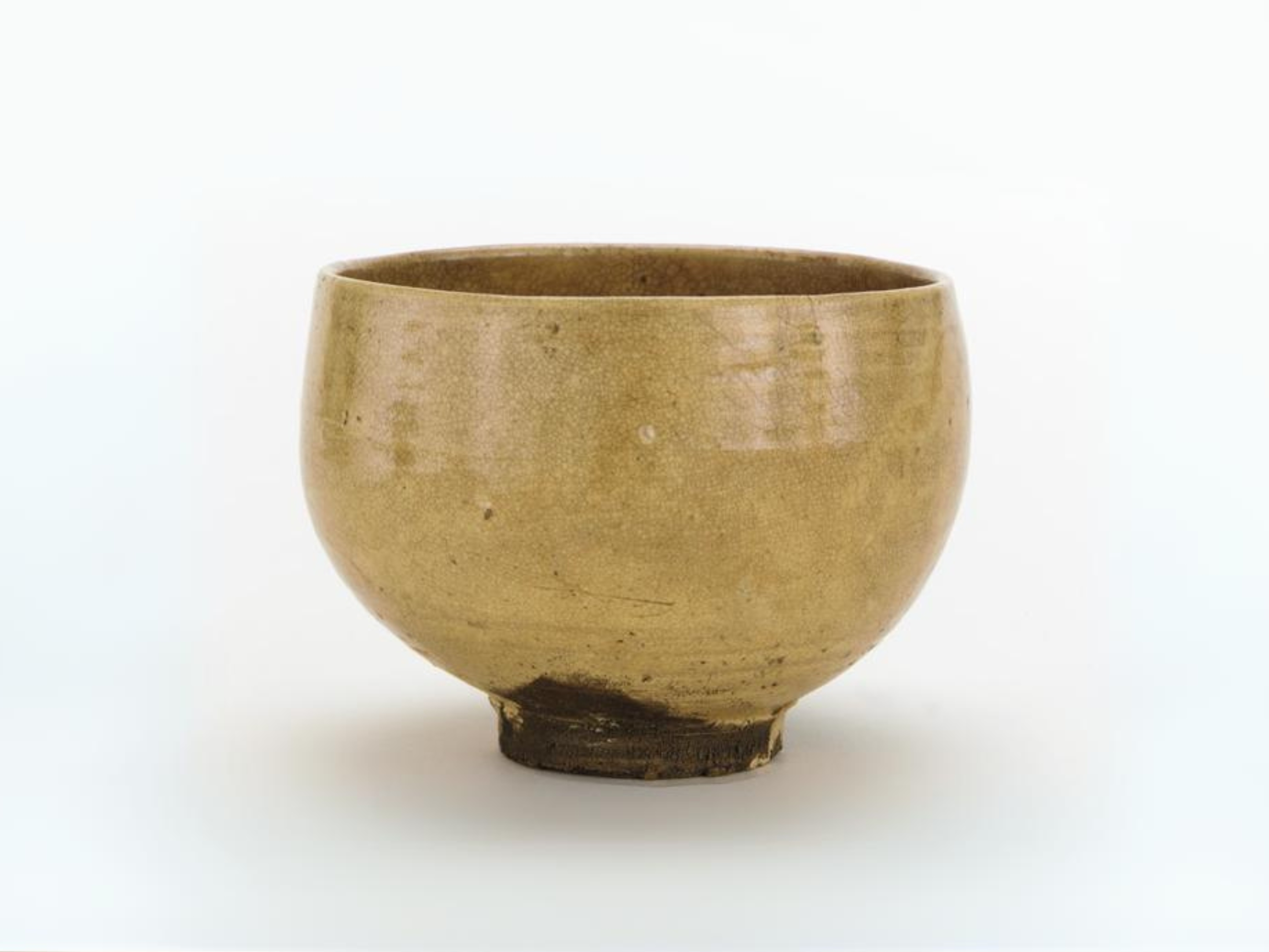
Hagi-Keramik-Teeschale, 18./19. Jahrhundert

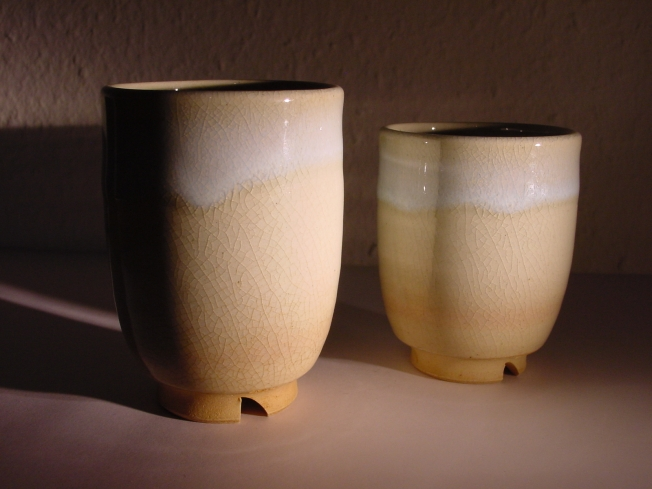
Hagi-Keramik-Teebecher

Oft weisen die Teeschalen eine Kerbe im Fuß auf. Es handelt sich dabei nicht um eine vorsätzliche „Beschädigung“ der Ware durch die Hersteller, um diese eigentlich den höheren Gesellschaftsmilieus vorbehaltenen Produkte auch dem gemeinen Bürger verkaufen zu können, sondern sie diente dazu, mehrere Schalen ineinander zu stapeln und mit einer Schnur aus Pflanzenfasern zusammenzubinden.
Mit dem Gebrauch zur Teezubereitung „reift“ die Hagi-Keramik. Indem sich Gerbstoff-Anteile im Craquelée-Muster festsetzen, tritt dieses nach und nach noch deutlicher hervor.
Auf dem Foto ist als für Japan typische Besonderheit zu erkennen, dass die Schalen unterschiedliche Größen aufweisen; hierbei gilt traditionell, dass die größere Schale für den Mann reserviert ist, die kleinere hingegen für die Frau.
Die Keramik hat wie auch die Stile Karatsu, Agano, Satsuma, Takatori und Arita ihre Ursprünge in der koreanischen Töpferkunst, da nach der Invasion Koreas 1596 durch die Armee Toyotomi Hideyoshis im Imjin-Krieg Handwerker nach Japan verschleppt wurden.
Als Begründer des Hagi-Stils gelten die zwei koreanischen Brüder I Chak-kwang (李 勺光, jap. Lesung: Ri Shakkō) und I Kyung (李 敬, jap. Lesung: Ri Kei) sowie I Chak-kwangs Sohn Yamamura Shimbē Mitsumasa (山村 新兵衛 光正), die um 1604 (Keichō 9) in Matsumoto-Nakanokura in der Nähe Hagis tätig waren. Beschäftigt wurden sie von Mōri Terumoto (毛利輝元) aus Hagi, da es in der Edo-Zeit üblich war, dass der Daimyō die erforderlichen Brennöfen besaß. I Kyung erhielt nach dem Tod seines älteren Bruders den japanischen Ehrennamen Saka Kōraizaemon (坂 高麗左衛門); er und Yamamura begründeten den Fukagawa-Hagi-Brennofen. 1663 entstand der Matsumoto-Hagi-Brennofen von Miwa Kyūsetsu (三輪 休雪). Die ersten Teeschalen (茶碗, chawan) waren einfache Kopien von koreanischen Tee- und Reisschalen der Joseon-Dynastie. Einen gewissen Einfluss hatten auch die schuhförmigen Schalen (沓形, kutsugata) des japanischen Teemeisters Furuta Oribe (古田 織部). Doch erreichten sie auch nicht die gewundene Asymmetrie von dessen Momoyama-Mino-Keramik. Hagi-Keramik bis zu Saka Kōraizaemon III. wird in der Regel als ko-Hagi (古萩, „alte Hagi[-Keramik]“) bezeichnet.
Das Neuartige der Hagi-Keramik für die japanische Keramikkunst bestand auch in der Verwendung von Glasur. Hagi-Keramik-Teeschalen werden selten von gemalten Motiven geziert. Ihre Farb- und Strukturvarianz erhalten die Produkte zum einen durch den 1717 entdeckten Ton namens daidō tsuchi (大道土) – oder seiner Mischung mit dem hitzebeständigeren mitake tsuchi (金峯土) – und zum anderen durch den mit Kiefernholz befeuerten Brennvorgang. Weitere Nuancen kommen durch die auf Holz- oder Reisstrohasche (warabai) basierte Glasur (藁灰釉, isabaiyū respektive 白萩釉, shirohagi gusuri) zustande. Hagi-Keramik wird abhängig von der Objektgröße zwischen 14 und 40 Stunden in einem Hangofen bei 1180 bis 1340 °C gebrannt.